# Philautus jinxiuensis
Philautus jinxiuensis är en groddjursart som beskrevs av Hu in Hu, Fei och Ye 1978. Philautus jinxiuensis ingår i släktet Philautus och familjen trädgrodor. Inga underarter finns listade i Catalogue of Life.